# Bindalseidet
Bindalseidet är en by i Bindals kommun i Nordland fylke i norra Norge. Byn ligger där fylkesväg 7204 möter fylkesväg 7206, öster om byn Kveinå.